# Асиметрична цифрова абонатна линия
ADSL (на английски: Asymmetric Digital Subscriber Line, асиметрична цифрова абонатна линия) е широко разпространена технология за предоставяне на широколентов достъп до Интернет, използващ наличните медни телефонни кабели (познати под термина последна миля).
ADSL се отличава от другите DSL технологии по това, че скоростите на предаване и приемане са несиметрични. Потребителят може да „сваля“ информация с много по-висока скорост от тази, с която може да „качва“. Това прави ADSL технологията по-подходяща за употреба в домашни условия или в малък офис. По-големите бизнес потребители с активна изходяща комуникация трябва да се ориентират към SDSL.
ADSL използва недоловимите за човешкото ухо високи честоти на медния чифт, благодарение на което се постига значително по-бърз трансфер, отколкото е възможно с традиционните модеми, които работят през звуковия обхват на телефонната линия. От март 2008 г. пакетите предлагани на крайните клиенти са със скорост на даунлоуд до 6 & 12 мегабита/сек и ъплоуд до 1 мегабит/сек.
Към 2023 г. предлаганите ADSL абонаметни планове са със корост до 20 mbps download и 2 mbps upload.
Друга важна особеност на ADSL технологията е възможността по един чифт да се използват едновременно телефон и високоскоростен Интернет. Това е възможно, благодарение на факта, че ADSL не заема ниските честоти на медната усукана двойка, които се използват от обикновената телефонна услуга. С цел да се гарантира пълна липса на смущения между услугите в двата края на линията (в централата на БТК и във вашия дом или офис) се монтират специални устройства, наречени сплитери, които се монтират от ADSL доставчика като част от услугата.
От ноември 2017 г. БТК ЕАД /Vivacom/ стартира внедряваването на подобрената VDSL технология, запазва се използването на съществуващите ADSL /телефонни/ кабели, като прехода се осъществява единствено със смяна на крайното устройство на клиента.  VDSL стартира пилотно първо в градовете Поморие, Несебър, Обзор, Бяла Слатина и Койнаре. До края на 2019 г. VDSL технологията замества ADSL на територията на цялата страта, а където това е технически невъзможно продължава да бъде изпозван ADSL. 
Към 2023 г. предлаганите VDSL абонаметни планове са със скорост до 50 mbps download и 10 mbps upload.

## ADSL в България
В България ADSL услуги се предлагаха единствено от БТК. Това положение се промени от юни 2008, когато Орбител стартира първата алтернативна услуга под търговската марка ODSL.